# Thure Johansson
Thure Johansson (né le 11 septembre 1912 et mort le 12 mars 1986) est un lutteur suédois spécialiste de la lutte libre. Il participe aux Jeux olympiques d'été de 1948 et combat dans la catégorie des poids mouches en lutte libre. Il y remporte la médaille de bronze.

## Palmarès

### Jeux olympiques
- Jeux olympiques de 1948 à Londres,  Royaume-Uni
  -  Médaille de bronze.